# Довге (Онуфріївський район)
Довге — заповідне урочище місцевого значення. Об'єкт розташований на території Онуфріївського району Кіровоградської області, поблизу с. Куцеволівка.
Площа — 31,3 га, статус отриманий у 1978 році.